# Kevin Stuhr Ellegaard
Kevin Stuhr Ellegaard (ur. 23 maja 1983 w Kopenhadze) – duński piłkarz występujący na pozycji bramkarza. Zawodnik klubu IF Elfsborg.

## Kariera klubowa
Ellegaard jako junior grał w klubach Brøndby IF, Hvidovre IF, BK Søllerød-Vedbæk, KB oraz Farum BK. W lipcu 2002 roku trafił do angielskiego Manchesteru City. W Premier League zadebiutował 9 listopada 2003 w przegranym 0:3 pojedynku z Leicester City. W sezonie 2003/2004 zagrał tam 4 meczach ligowych. W sezonie 2004/2005 nie rozegrał tam żadnego spotkania. W styczniu 2005 roku na miesiąc wypożyczono go do Blackpool, występującego w League One. Zagrał tam w 2 meczach.
W 2005 roku Ellegaard odszedł do niemieckiej Herthy BSC. Sezon 2005/2006 spędził w jej rezerwach, ale następny rozpoczął już w pierwszej drużynie. W Bundeslidze zadebiutował 27 stycznia 2007 roku w wygranym 2:1 spotkaniu z VfL Wolfsburg. Przez 2 lata w barwach Herthy rozegrał 2 spotkania.
W 2007 roku Ellegaard powrócił do Danii, gdzie został graczem klubu Randers FC. W Superligaen pierwszy mecz zaliczył 18 lipca 2007 roku przeciwko Viborgowi (2:0). Graczem Randers był przez 3 lata.
W 2010 roku przeszedł do holenderskiego SC Heerenveen. W Eredivisie zadebiutował 17 września 2010 roku w przegranym 0:2 pojedynku z De Graafschap. Podczas roku spędzonego w Heerenveen, Ellegaard rozegrał tam 28 spotkań. W połowie 2011 roku odszedł z klubu.
Na początku 2012 roku podpisał kontrakt ze szwedzkim zespołem IF Elfsborg. W Allsvenskan po raz pierwszy wystąpił 24 maja 2012 roku w wygranym 2:0 meczu z BK Häcken.
| Sezon   | Klub            | Kraj     | Rozgrywki                    | Mecze | Bramki |
| ------- | --------------- | -------- | ---------------------------- | ----- | ------ |
| 2002/03 | Manchester City | Anglia   | Premier League               | 0     | 0      |
| 2003/04 | Manchester City | Anglia   | Premier League               | 4     | 0      |
| 2004/05 | Manchester City | Anglia   | Premier League               | 0     | 0      |
| 2004/05 | Blackpool       | Anglia   | Football League Championship | 2     | 0      |
| 2005/06 | Hertha BSC      | Niemcy   | Bundesliga                   | 0     | 0      |
| 2006/07 | Hertha BSC      | Niemcy   | Bundesliga                   | 2     | 0      |
| 2007/08 | Randers FC      | Dania    | Superligaen                  | 33    | 0      |
| 2008/09 | Randers FC      | Dania    | Superligaen                  | 33    | 0      |
| 2009/10 | Randers FC      | Dania    | Superligaen                  | 29    | 0      |
| 2010/11 | SC Heerenveen   | Holandia | Eredivisie                   | 28    | 0      |
| 2012    | IF Elfsborg     | Szwecja  | Allsvenskan                  | 19    | 0      |
| 2013    | IF Elfsborg     | Szwecja  | Allsvenskan                  | 29    | 0      |

## Kariera reprezentacyjna
Stuhr Ellegaard jest byłym młodzieżowym reprezentantem Danii. Występował w jej wszystkich kategoriach wiekowych i w sumie rozegrał w nich 56 spotkań. W 2006 roku wraz z kadrą U-21 wziął udział w Mistrzostwach Europy, które Dania zakończyła na fazie grupowej.